# Ейдельсон Рахіль Соломонівна
Рахіль Соломонівна Ейдельсон (нар. 14 листопада 1958) – білоруська шахістка, гросмейстер серед жінок від 1995 року.

## Шахова кар'єра
Неодноразово перемагала на чемпіонатах країни (1985, 1989, 1993, 1995, 1997, 1998, 2003, 2004). Між 1994 і 2004 роками чотири рази (зокрема двічі на 1-й шахівниці) грала за збірну Білорусі на шахових олімпіадах, а також взяла участь у командному чемпіонаті Європи 1992 року в Дебрецені.
1988 року поділила 2-ге місце (позаду Маргарити Войської, разом з Ніно Гуріелі і Наташою Бойкович) на турнірі за круговою системою в Белграді. 1997 року посіла 2-ге місце (позаду Івети Радзієвич) у Фрідек-Містеку. У 1999 році перемогла на двох турнірах у санкт-Петербурзі (в одному разом з Ніною Сироткіною). 2000 року єдиний раз у своїй кар'єрі взяла участь у чемпіонаті світу, який проходив за олімпійською системою в Нью-Делі. У 1-му раунді чемпіонату перемогла Асму Хоулі, а в 2-му раунді програла Алісі Марич і припинила подальшу боротьбу. 2003 року поділила 2-ге місце (позаду Наталії Здебської, разом з Марією Комягіною) у Харкові. у 2004 році посіла 2-ге місце (позаду Анни Ушеніної) на меморіалі Людмили Руденко в Санкт-Петербурзі.
Найвищий рейтинг Ело в кар'єрі мала станом на 1 січня 1996 року, досягнувши 2370 очок ділила тоді 28-30-те місце в світовому рейтинг-листі ФІДЕ, одночасно займаючи 1-ше місце серед білоруських шахісток.

## Зміни рейтингу
| На цьому місці має відображатися графік чи діаграма, однак з технічних причин його відображення наразі вимкнено. Будь ласка, не видаляйте код, який викликає це повідомлення. Розробники вже працюють для того, щоби відновити штатне функціонування цього графіка або діаграми. | |
| | На цьому місці має відображатися графік чи діаграма, однак з технічних причин його відображення наразі вимкнено. Будь ласка, не видаляйте код, який викликає це повідомлення. Розробники вже працюють для того, щоби відновити штатне функціонування цього графіка або діаграми. |